# Пасјачка река
Пасјачка река је најважнија притока Расничке реке једне од најважнијих левих притока реке Нишаве. Она у ширем смислу припада сливу сливу реке Нишаве, односно Јужне Мораве, затим Велике Мораве, па самим тим и црноморском сливу. Административно припада граду Пироту у Пиротском округу.

## Географске одлике
Пасјачка река извире западно од села Пасјача и не треба је мешати са истоименом реком која извире источно од села и притока је Присјанске реке.
Сви извори Пасјачке реке су у девонском флишу у коме је северозападно од села Мали Суводол формирана изворишна челенка десетак кратких периодичних токова.

### Слив
Слив Пасјачке реке својом горњом половином протиче кроз карбонатне творевине јуре и креде, да би код села Костура и Блата избила на широку алувијалну раван и слично Расничкој реци лагано отицала дном Пиротске котлине.
Низводно од села Костура и Блата и Пасјачка река је каналисана готово паралелно са Расничком реком да би се избегло спајање вода ове две реке испред Пирота.

### Ушће
Ушће Пасјачке реке у Расничку реку је испод брда Сарлах у пространој пиротској котлини.

### Притоке
У горњем делу слива притоке су малобројне, периодичне и кратких токова. Код Блата се у Пасјачку реку са леве стране улива најпре Маглићка река, а затим и Долинска река која одводњава јужне падине кречњачке Белаве.